# Плезант Прери (Висконсин)
Плезант Прери (енгл. Pleasant Prairie) град је у америчкој савезној држави Висконсин.

## Демографија
По попису из 2010. године број становника је 19.719, што је 3.583 (22,2%) становника више него 2000. године.
| Група             | 2000.          | 2010.          |
| Белци             | 14.862 (92,1%) | 17.246 (87,5%) |
| Афроамериканци    | 234 (1,5%)     | 488 (2,5%)     |
| Азијати           | 223 (1,4%)     | 333 (1,7%)     |
| Хиспаноамериканци | 544 (3,4%)     | 1.332 (6,8%)   |
| Укупно            | 16.136         | 19.719         |